# Plaza de toros de Santo Domingo
La plaza de toros de Santo Domingo es una plaza de toros ubicada en la ciudad de Florencia, capital del departamento de Caquetá. 

## Descripción
Se encuentra localizada en el corregimiento de Santo Domingo, sobre el kilómetro 5 de la vía que de Florencia conduce al vecino municipio de Morelia, frente a las instalaciones de la Compañía de Ferias y Mataderos del Caquetá S.A. (Cofema). Fue construida en 1985 por encargo del extinto narcotraficante Leonidas Vargas y cuenta con una capacidad de 4.200 espectadores. Por encargo de la Dirección Nacional de Estupefacientes, es administrada por Gonzalo Galindo Escarpeta, conocido en el mundo de los toros como “El Timy” del Caquetá. Se realiza en ella la temporada taurina durante la Feria de Florencia en el mes de octubre, en la cual tradicionalmente se presentan reconocidas figuras del toreo nacional.

## Historia
La plaza de toros Santo Domingo fue construida por varios ingenieros caqueteños que contribuyeron a su diseño arquitectónico, por encargo del extinto capo del narcotráfico Leonidas Vargas. Fue inaugurada en octubre de 1985. Pepe Cáceres, Antonio José Galán, Marinillo Negro, Cristóbal Cordobés y otros expertos toreros de Colombia y España dieron apertura al sitio, mientras que los cantantes vallenatos Rafael Orozco Maestre y Diomedes Díaz se encargaron de amenizar el evento.
El 27 de julio de 2001 y como consecuencia de la detención de Leonidas Vargas, la Fiscalía colombiana informó que un fiscal de la Unidad Nacional para la Extinción del Derecho de Dominio y Contra el Lavado de Activos decretó la procedencia de la extinción del derecho de dominio sobre 135 inmuebles, entre los cuales se encontraba la Plaza de toros de Santo Domingo, los cuales pasaron a ser gestionados por la Dirección Nacional de Estupefacientes.
En septiembre de 2010, la Dirección Nacional de Estupefacientes hizo entrega efectiva de las 22 hectáreas de terreno en donde se encuentra ubicada la plaza de toros y que fueron sometidos a extinción de dominio. Fueron adquiridos por la Caja de Compensación del Caquetá (Comfaca).